# Kontroltårn
Kontroltårn er i luftfarten en enhed som yder flyvekontroltjeneste for lokaltrafik. Flyvelederne i tårnet kontrollerer og giver instruktioner om taxiing (flys kørsel på manøvreområdet, tilladelse til bevægelser på baner, start og landingstilladelser samt klarering for VFR-flyvninger om flyvning i kontrolzonen.
En mindre flyveplads har AFIS-betjener i tårnet. Disse giver information om anden trafik, vind, forhold på startbanen og lufttryk-indstillinger for højdemåleren.